# Jeanne-Françoise Quinault

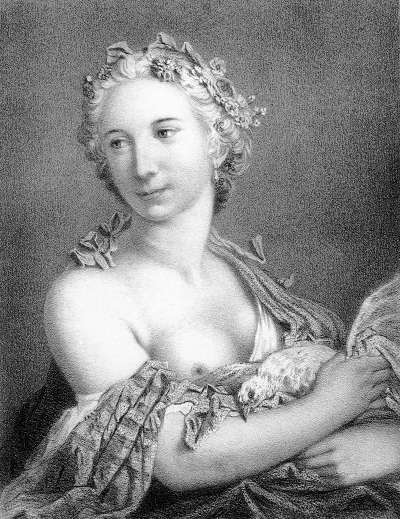
Jeanne-Françoise Quinault

Jeanne-Françoise Quinault, bekannt unter verschiedenen Künstlernamen wie Quinault-Dufresne, aber vor allem Mademoiselle Quinault cadette (* 13. Oktober 1699 in Straßburg; † 18. Januar 1783 in Paris), war eine französische Schauspielerin.

## Leben
Quinault war die zweitgeborene Tochter von Jean Quinault und Marie Saintelette, weshalb sie den Beinamen cadette trug. Ihr Debüt an der Comédie-Française hatte sie im Jahr 1718, unter dem Namen Quinault-Dufresne, in einer Nebenrolle von Jean Racines Tragödie Phèdre. Es zeigte sich jedoch schnell, dass sie für Dramen nicht geschaffen war, weshalb sie fortan als Soubrette besetzt wurde. Tatsächlich hatte sie in diesem Fach großen Erfolg und konnte viele Rollen prägen, was nicht zuletzt Voltaire zu L’Enfant prodigue inspirierte. Im Jahr 1741 verließ sie die Comédie, um sich mit der üblichen Pension von 1000 Livre zur Ruhe zu setzen. Hinzu kamen weitere 1000 Livre, die sie seit 1736 aus der Privatschatulle des Königs erhielt.
Da Quinault als geistreich galt, hatte sie Kontakt zu vielen Größen ihrer Zeit. Schon um das Jahr 1731 herum veranstaltete Quinault unterhaltsame Abendessen, deren Gäste neben Literaten wie Voltaire, Destouches und Marivaux der spätere Staatsmann d’Argenson war. Daraus entwickelte sich ein Literarischer Salon, das Dîner Du Bout-Du-Banc.
Auch wenn Quinault nie verheiratet war, sind einige ihrer Liaisons überliefert. So wurde sie, schon in jungen Jahren, vom Dramatiker François-Antoine Jolly umworben. Weiterhin der Herzog von Villars, der Herzog von Coigby und später Charles Pinot Duclos und Alexis Piron. Bis ins hohe Alter war sie bei bester geistiger Gesundheit und pflegte beispielsweise Briefverkehr mit Alexis Piron.

## Trivia
Als d’Argenson zum Minister berufen wurde, verschaffte sie sich sofort eine Audienz bei ihm, der sie mit einem Kuss begrüßte, worauf sie ihm, in vertrautem Ton, antwortete: Mein Herr, ich gebe Ihnen nun das, was mir der Minister gab und küsste ihn, vor allen Günstlingen wider.